# Immacolata Cerasuolo
Immacolata Cerasuolo, detta Imma (Napoli, 18 giugno 1980), è una nuotatrice italiana.

## Carriera
Nuotatrice e agonista fin da bambina, un incidente in moto che le ha tolto l'uso di un braccio l'ha fatta diventare atleta con la categoria di disabilità S8.
Ha disputato gare ai Campionati del mondo del Comitato Paralimpico Internazionale nel 2002 in Argentina a Mar del Plata e nel 2006 a Durban in Sudafrica, ottenendo due argenti.
Ha partecipato alle Paralimpiadi estive del 2004 vincendo due medaglie.

## Palmarès
- La sua categoria è la S8 / SB8 / SM8

questa tabella è incompleta
| Giochi paralimpici           | 100 m st. libero          | 400 m st. libero          | 100 m rana | 100 m farfalla  | 200 m misti     |
| 2004 Atene Grecia            | elim. in batteria 1'20"82 | elim. in batteria 6'09"17 | 8ª 1'34"97 | Oro 1'23"04     | Argento 3'02"03 |
| 2008 Pechino Cina            | ---                       | ---                       | ---        | 6ª 1'17"14      | 5ª 2'56"24      |
| Campionati mondiali IPC      | 100 m st. libero          | 400 m st. libero          | 100 m rana | 100 m farfalla  | 200 m misti     |
| 2002 Mar del Plata Argentina | 8ª 1'21"41                | ---                       | 6ª 1'35"60 | Argento 1'23"70 | Argento 3'05"21 |
| 2006 Durban Sudafrica        | ---                       | 8ª 6'08"49                | 7ª 1'34"00 | 6ª 1'22"39      | 5ª 3'03"99      |

### Altri risultati
- 3 ori nei 100 m rana, 100 m farfalla e 200 m misti ai Campionati europei del 2007 in Italia